# 213号美国国道
213号美国国道是一條美国馬里蘭州東部的公路。最初是從埃爾克頓的40号美国国道到大洋城的528号马里兰州州道。1949年，由於切萨皮克湾大桥(Chesapeake Bay Bridge)快要完成，213号美国国道被截短，只保留埃爾克頓到怀米尔斯段，怀米尔斯到大洋城段被归入50号美国国道。 
213号美国国道的编号於1971年撤销，由213号马里兰州州道取代，隨後更延伸到賓夕法尼亞边界。